# Còrdula i Càndida de Colònia
Còrdula i Càndida o Càndia foren dos personatges llegendaris, companyes de Santa Úrsula de Colònia i, com ella, verges i màrtirs. Són venerades com a santes per diverses confessions cristianes.

## Llegenda
Comparteixen la llegenda de Santa Úrsula i les Onze Mil Verges. Nascudes a la Britànnia romana al segle iv, formaren part del seguici de la princesa Úrsula en el seu viatge, fugint del matrimoni acordat amb el rei pagà Herteri. Quan van arribar a Colònia (Alemanya), seguiren viatge cap a Roma i, després de veure el papa, tornaren a Colònia a peu.
La ciutat havia estat conquerida pels huns, que mataren Úrsula i les onze mil companyes que s'havien negat a abjurar de la seva fe i a renunciar a la seva virginitat. Còrdula, però, va poder-ne fugir i es va amagar en un vaixell; l'endemà, però, va plànyer haver fugit i es va presentar davant el cabdill dels huns, que la condemnà a morir.
Martiritzada, s'aparegué a Santa Helmtrudis de Neuenheerse i li demanà que la seva festivitat se celebrés l'endemà al de Santa Úrsula, ja que havia mort un dia més tard.

## Historicitat
Probablement, la llegenda parteix del martiri d'un grup de verges cristianes a Colònia, potser durant les persecucions de Dioclecià, al 304. Les errades en la interpretació d'algunes inscripcions van donar lloc a la creença d'un martiri massiu d'onze mil persones, impossible en aquell moment.
Cap al segle ix comencen a aparèixer els noms de les suposades companyes d'Úrsula, fins llavors sense identificar: així, Brítola, Marta, Saula, Sambàcia, Saturnina, Gregòria, Pinnosa, Pal·làdia, Còrdula i moltes altres. Com els sants màrtirs de les catacumbes o els Sants Innocents, les Onze Mil Verges esdevingueren una bona font per a atribuir un nom sant a relíquies sense identificar.

## Veneració

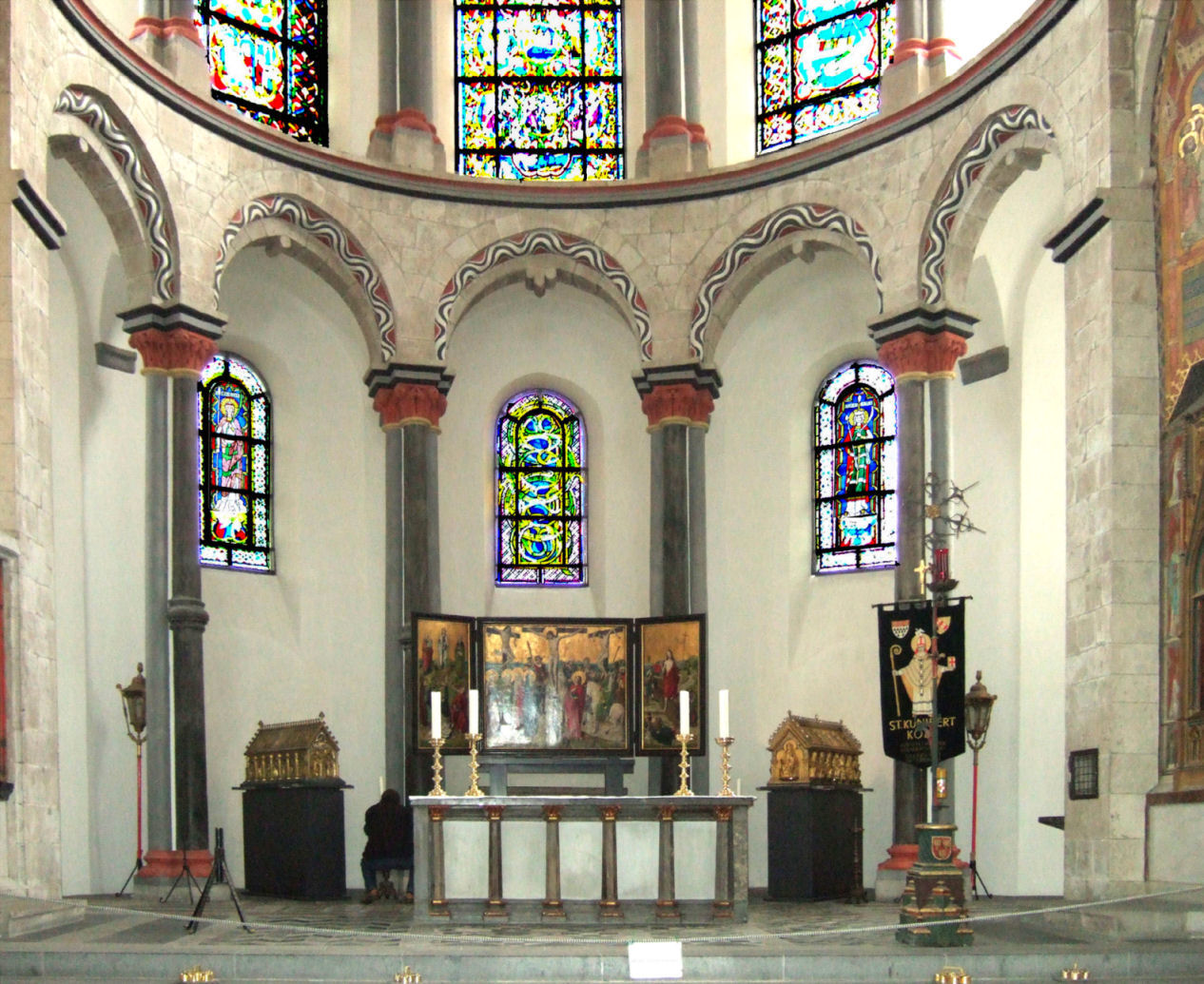
Església de St. Kunibert (Colònia), amb les restes de Còrdula a l'esquerra.

En 1106, en fer obres prop de l'església de Santa Úrsula a Colònia, es trobaren restes humanes que s'atribuïren a les verges companyes d'aquesta en el martiri. Part d'aquestes relíquies s'enviaren a diversos llocs d'Europa, on es veneraren, i difongueren el culte a aquest grup de màrtirs. Entre elles, restes atribuïdes a Còrdula, que es venerà a Colònia, Vicogne (Valenciennes), Marchiennes (Cambrai-Arras), Osnabrück i Tortosa.
El culte de Còrdula comença a Colònia al segle x, però les relíquies es perderen i tornaren a descobrir més d'un cop, de manera que al segle xvii fins a dotze esglésies diferents deien de tenir el cos o el cap de la santa: el Tempio Malatestiano de Rímini, la catedral de Lanciano o la catedral de Tortosa.

### Veneració a Tortosa

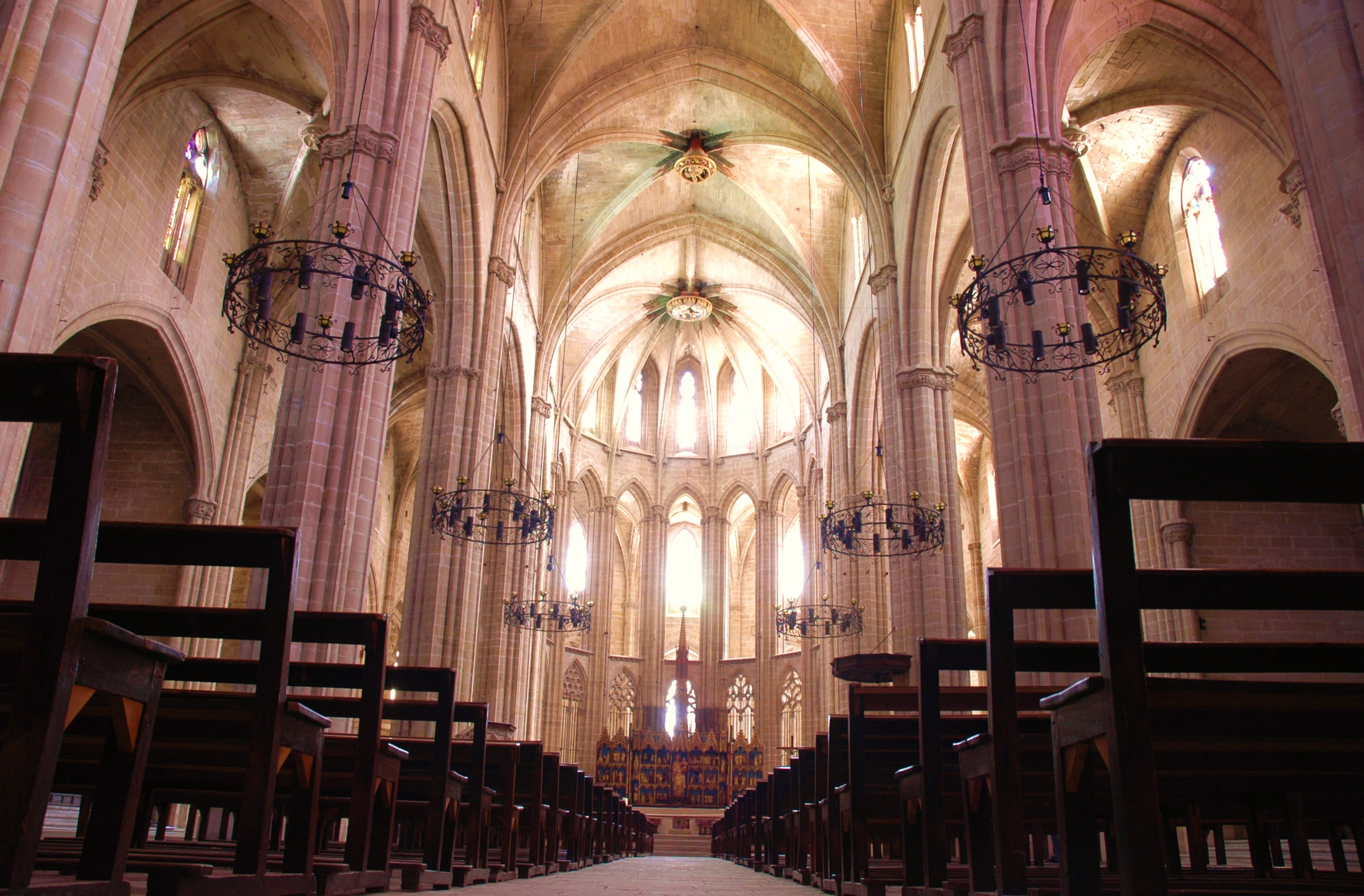
Vista interior de la catedral de Tortosa.

A la catedral de l'Ebre es veneren els cranis i altres ossos atribuïts a les santes Càndida i Còrdula, a la sagristia, enviats l'abril de 1351 per l'arquebisbe de Colònia. Foren proclamades patrones de la ciutat i se li atribuïen miracles, com la protecció de la ciutat durant la crescuda de l'Ebre en 1605 (Còrdula també és copatrona de Colònia, i es representa amb un vaixell a la mà).
La seva festivitat és el 22 d'octubre.
A banda a la catedral de Santa Maria de Tortosa cal destacar l'existència de dos reliquiaris antropomorfs, d'estil gòtic, fabricats per conservar amb la dignitat necessària les relíquies de les santes. El bust de Còrdula és la primera obra documentada que es va marcar amb el punxó de Tortosa (DER), a mitjan segle xiv; el de Càndida (o Càndia), és obra barcelonesa (BARCK) dels volts del 1500.
També cal citar un retaule de 5 metres d'amplada per 7 d'alçada, construït l'any 1671, i les imatges de les santes a la Porta de l'Olivera, restaurades després de la Guerra Civil espanyola.